# Mythimna dasuta
Mythimna dasuta es una polilla de la familia Noctuidae. Es endémica en Hawái.